# خانه کامل (مجموعه تلویزیونی کره جنوبی)
خانه کامل (انگلیسی: Full House; کره‌ای: 풀하우스; لاتین‌نویسی اصلاح‌شده: Pul-hauseu) یک مجموعهٔ تلویزیونی کره جنوبی با بازی سونگ هه-کیو، رین، هان اون-جونگ و کیم سونگ سو است. این مجموعه بر پایهٔ مانهوای خانه کامل اثر وون سو-یون است. این مجموعهٔ کمدی رمانتیک، از ۱۴ ژوئیه تا ۲ سپتامبر ۲۰۰۴، چهارشنبه و پنجشنبه‌ها ساعت ۲۱:۵۰ (کی‌اس‌تی) از کی‌بی‌اس۲ برای ۱۶ قسمت پخش شد.
این مجموعه که پیشگام ژانر «کمدی رمانتیک» در درام کره‌ای به حساب می‌آید، موفقیت بزرگی در آسیا داشت و به گسترش موج کره‌ای کمک کرد.

## بازیگران
- سونگ هه-کیو در نقش هان جی-اون

یک دختر خوشبین و شاد که در «خانه کامل» که از پدر و مادرش به ارث برده‌است، زندگی می‌کند. او یک نویسندهٔ مشتاق است.
- رین در نقش لی یونگ-جه

یک بازیگر مشهور کره‌ای.
- هان اون-جونگ در نقش کانگ هه-وون
- کیم سونگ سو در نقش یو مین-هیوک

## تئاتر موزیکال
تئاتر موزیکال خانه کامل از ۱۱ آوریل ۲۰۱۴ در مرکز هنری هونگ‌ایک روی صحنه رفت. یانگ یو-سوب و لئو (ویکس) نقش لی یونگ-جه و جونگ اون-جی و جو نقش هان جی-اون را ایفا کردند. همچنین یوجی (بستی)، کیم سان-هو، سو ها-جون و کواک سون-یونگ نیز در این نمایش ایفای نقش کردند.